# 吉田泰造
吉田 泰造（よしだ たいぞう、1925年（大正14年）1月10日 - ）は、日本の実業家、政治家。元民社党衆議院議員。

## 経歴
徳島県出身。名古屋陸軍幼年学校を経て、1945年（昭和20年）6月、陸軍士官学校（58期）を卒業し、陸軍少尉に任官。1949年（昭和24年）京都帝国大学工学部を卒業した。
大進工業設立社長、太陽商事設立社長、太洋エンタープライズ設立社長、三宝倉庫取締役、阿倍野観光設立社長を務めた。
1967年（昭和42年）1月の第31回衆議院議員総選挙大阪6区に民主社会党から出馬して当選し、第32年総選挙でも再選され、連続2期在任した。この間、民社党本部中小企業対策副委員長、万国博覧会特別委員会事務局長、情報産業政策特別委員会事務局長、大阪府地域対策部会長を務めた。1972年（昭和47年）12月の第33回総選挙では落選した。
その後、民社党を離党し、東京農林グループに加わった。